# José P. Laurel
José Paciano Laurel y García, né le 9 mars 1891 à Tanauan City, mort le 6 novembre 1959, est un homme d'État philippin. Il est le chef du régime collaborateur philippin durant la Seconde Guerre mondiale.

## Biographie
Diplômé en droit en 1915 à l'université de Quezón City, il étudie ensuite aux États-Unis à Yale, d'où il sort docteur en droit. Impliqué en politique durant ses études, il devient à son retour de Yale sous-secrétaire puis secrétaire au ministère philippin de l'Intérieur. Indépendantiste convaincu, il s'oppose régulièrement au gouverneur américain des Philippines Leonard Wood. Il démissionne finalement de son poste en 1923 pour protester contre l'administration américaine. En 1925, il est élu au Sénat dans la 5e circonscription sénatoriale. Battu en 1931, il retrouve son siège en 1934. Il participe à l'élaboration de la constitution du Commonwealth des Philippines, qui doit amener le pays à l'indépendance. En 1936, il est nommé à la Cour suprême du pays.

### Seconde Guerre mondiale
À la fin 1941, l'empire du Japon envahit les Philippines. Le gouvernement du Commonwealth doit fuir le pays. Connu des Japonais pour son opposition à l'administration coloniale américaine, Laurel est nommé à la « Commission exécutive des Philippines », qui assure le gouvernement provisoire du pays. Le 5 juin 1943, il est blessé dans une tentative d'assassinat, peut-être commise par des résistants philippins. Le 19 juin, il prend la tête de la commission pour l'indépendance, chargée par les Japonais de préparer la nouvelle constitution du pays. Le 14 octobre 1943, il devient président de la seconde république des Philippines. Le 5 novembre, il participe à Tokyo à la conférence de la grande Asie orientale aux côtés des autres représentants pro-japonais des États asiatiques au sein de la sphère de coprospérité de la Grande Asie orientale.
Durant son mandat, l'économie du pays souffre beaucoup du fait de la guerre, et la population doit affronter une situation de quasi-famine.
Le 22 mars 1945, Laurel et son gouvernement doivent fuir devant l'avance des troupes alliées et se réfugient au Japon. Le gouvernement du Commonwealth des Philippines reprend le contrôle du pays. Le 17 août, après l'annonce de la capitulation du Japon, Laurel proclame la dissolution de la République.

### Après la guerre
Arrêté, il est ramené aux Philippines et fait l'objet de 132 mises en examen pour trahison. Mais, en 1948, après l'indépendance, l'amnistie générale décrétée par le président Manuel Roxas lui permet de retrouver la liberté sans avoir été jugé. En 1949, il se présente à l'élection présidentielle, mais n'est pas élu. En 1951, il obtient sa revanche politique en étant à nouveau élu au Sénat. Il est ensuite chargé de mission du président Ramon Magsaysay dans des négociations commerciales avec les États-Unis. Il prend sa retraite en 1957.